# Taraxacum maculatum
Taraxacum maculatum là một loài thực vật có hoa trong họ Cúc. Loài này được Jord. miêu tả khoa học đầu tiên năm 1852.